# ساموا الأمريكية
ساموا الأمريكية (بالإنجليزية: American Samoa)‏ واسمها بالساموية أمليكا ساموا Amelika Sāmoa أو ساموا أميليكا Sāmoa Amelika، هي إقليم غير مدمج تابع للولايات المتحدة تقع في جنوب المحيط الهادئ، جنوب شرق ساموا.، وهي منفصلة وذات حكم مستقل عن الولايات المتحدة الأمريكية.
تتكون ساموا الأمريكية من خمس جزر رئيسية وجزيرتين مرجانيتين. أكبر جزيرة في الإقليم وأكثرها سكانا هي جزيرة توتويلا، ويشتمل الإقليم أيضا على جزر مانوا، روز أتول، وجزيرة سوينز. وجميع الجزر باستثناء جزيرة سوينز هي جزء من جزر ساموا الواقعة غرب جزر كوك شمال تونغا، وحوالي 300 ميل (500 كيلومتر) جنوب توكيلاو. أما في الغرب فتقع مجموعة جزر واليس وفوتونا.
وأظهر تعداد عام 2010 أن عدد السكان الإجمالي هو 55,919 نسمة. وتبلغ مساحة الأرض الإجمالية 199 كيلومترا مربعا (76.8 ميل مربع)، أي أكبر بقليل من واشنطن العاصمة، وهي أقصى منطقة جنوبية بين أراضي الولايات المتحدة وإحدى الأراضي الأمريكية الواقعة جنوب خط الاستواء، إلى جانب جزيرة جارفيس غير المأهولة. الصادرات الرئيسية هي منتجات التونة، والشريك التجاري الرئيسي هو الولايات المتحدة.
وخلال جائحة الإنفلونزا عام 1918، قام الحاكم جون مارتن بوير بحجر الأرض، وكانت ساموا الأمريكية إحدى الأماكن القليلة في العالم التي لم تحدث فيها وفيات متصلة بالإنفلونزا بسبب قراره.
ويلاحظ أن ساموا الأمريكية لديها أعلى معدل للتجنيد العسكري لأي ولاية أو إقليم أمريكي. وحتى 9 سبتمبر 2014، كانت محطة تجنيد الجيش الأمريكي المحلية في باغو باغو صاحبة المرتبة الأولى في التجنيد من بين 885 محطة تجنيد تحت قيادة تجنيد جيش الولايات المتحدة (USAREC)، والتي تضم الولايات الأمريكية الخمسين، ومقاطعة كولومبيا وبورتوريكو وغوام وكومنولث جزر ماريانا الشمالية وولايات ميكرونيزيا المتحدة وبالاو وجمهورية جزر مارشال وكوريا واليابان وأوروبا.
معظم سكان ساموا الأمريكية ثنائيو اللغة ويمكنهم التحدث باللغة الإنجليزية والساموية بطلاقة. اللغة الساموية هي نفس اللغة المجكية في ساموا المستقلة المجاورة.